# Craincourt

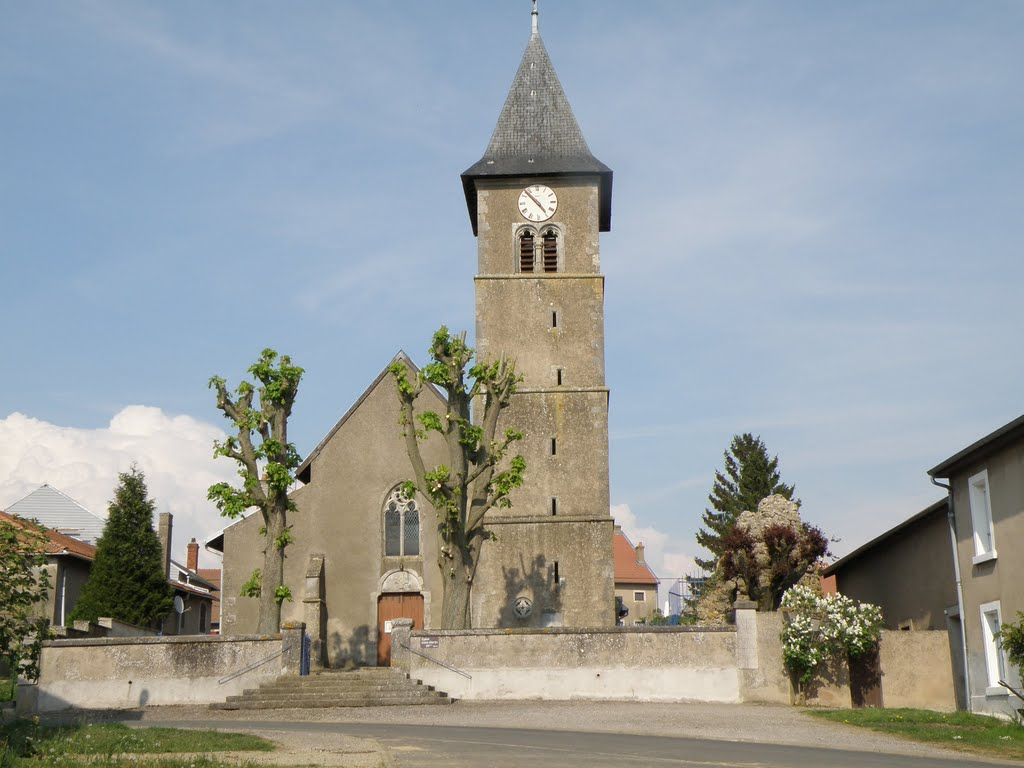
Kirche St. Martin

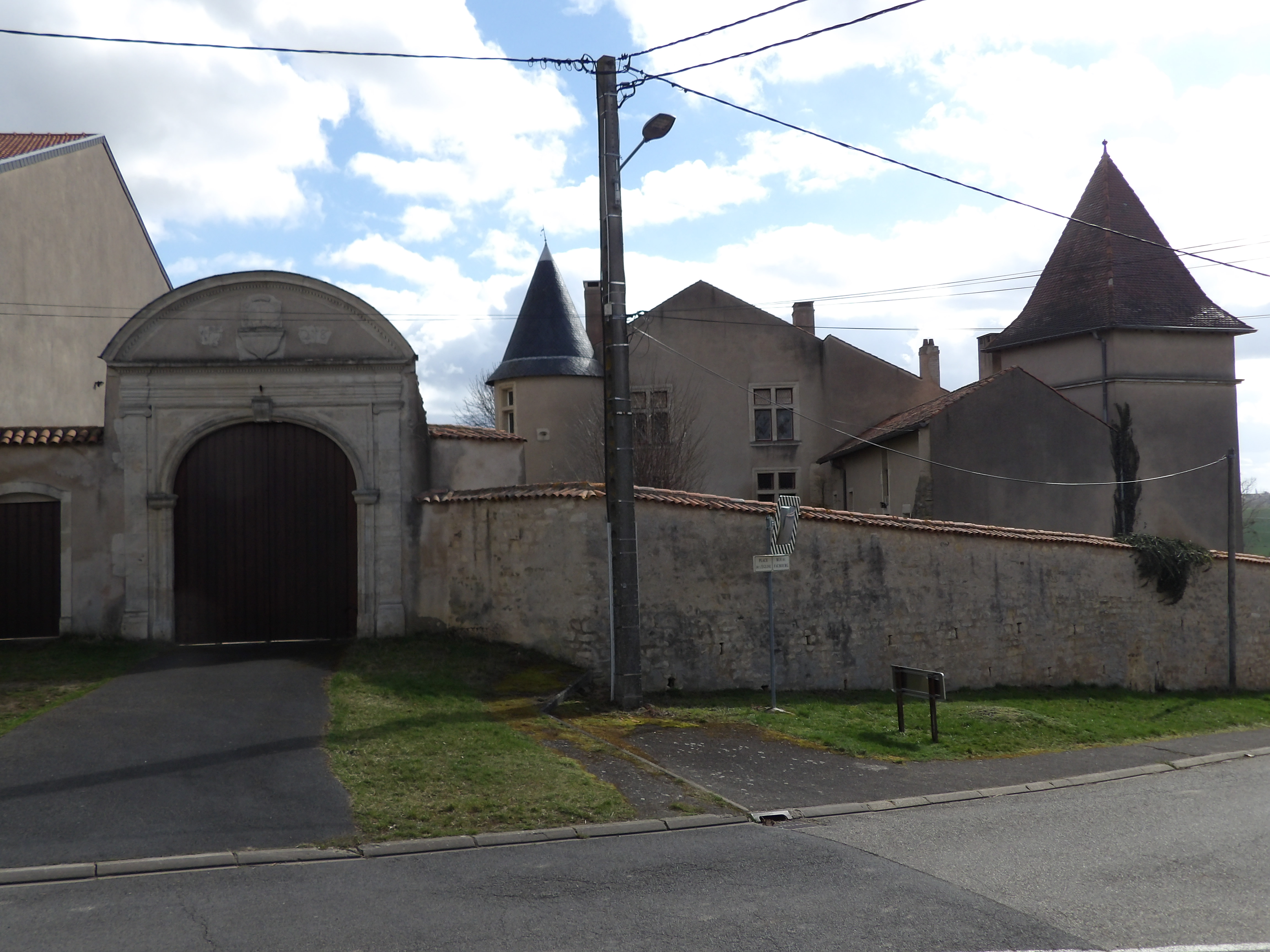
Schloss Craincourt

Craincourt ist eine französische Gemeinde mit 228 Einwohnern (Stand 1. Januar 2022) im Département Moselle in der Region Grand Est (bis 2015 Lothringen). Sie gehört zum Arrondissement Sarrebourg-Château-Salins und zum Kommunalverband Saulnois.

## Geographie
Craincourt liegt im Saulnois (Salzgau), 28 Kilometer südöstlich von Metz, 23 Kilometer nordöstlich von Nancy und 20 Kilometer östlich von Pont-à-Mousson, zwischen den Nachbargemeinden Aulnois-sur-Seille im Süden, Létricourt im Westen und Alaincourt-la-Côte im Norden auf einer Höhe zwischen 187 und 268 Metern über dem Meeresspiegel. Das Gemeindegebiet umfasst 9,06 km². Die Seille fließt westlich des Ortskerns durch das Gemeindegebiet und bildet die Grenze zum Département Meurthe-et-Moselle. Hier mündet auch der Zufluss Saint-Jean.

## Geschichte
Der Ort wurde 777 als Sicranirio curte oder nach anderer Lesart der Urkunde als Sicramria curte erstmals urkundlich erwähnt. Bezüglich des letzteren Ortsnamens wird insinuiert, dass er aus dem germanischen Namen Sigram, latinisiert Sigramnus, und dem mittellateinischen Wort curtis, „Gehöft“, zusammengesetzt sei und „Gehöft des Sigramnus“ bedeute. Im Jahr 1152 wurde die Ortschaft als ecclesia de Cruncurt in einem Vertrag im Kopialbuch der Abtei Saint-Pierre de Senones erwähnt und 1270 ebenda als Crincourt. Weitere überlieferte Ortsnamen sind Crincurt (1278), Craincort (1281), Criencourt (1285), Creincourt (1476), Craincuria (1481), Granicuria (1642) und 
Craincourt-sur-Seille (1779).
1243 verkaufte Regnauld de Craincourt, der damalige Seigneur der Ortschaft, dem Bischof von Metz, Jakob von Lothringen, die Vouerie von Delme. Eine Vouerie oder Haute Vouerie entsprach in Lothringen einer Seigneurie. Später war die Familie Wauthiemont (Weltersberg) im Besitz des Lehens Craincourt. Ihr leicht verändertes Wappen ist heute das Gemeindewappen. Die Pfarrei von Craincourt gehörte zum Verwaltungsbereich des Erzpriesters von Delme, der dem Archidiakonat von Vic-sur-Seille unterstellt war. Die Ortschaft selbst gehörte seit dem 13. Jahrhundert zu Delme.
Craincourt wurde 1698 der Bailliage von Nomeny unterstellt, die zum Herzogtum Lothringen gehörte. Das Herzogtum wurde 1738 im Frieden von Wien, der den Polnischen Thronfolgekrieg (1733–1738) beendete, dem polnischen König Stanislaus I. Leszczyński (1677–1766) zugesprochen und fiel nach dessen Tod im Jahr 1766 an Frankreich.
1793 erhielt Craincourt im Zuge der Französischen Revolution (1789–1799) den Status einer Gemeinde und 1801 das Recht auf kommunale Selbstverwaltung. Es gehörte von 1801 bis 1871 zum früheren Département Meurthe, das 1871 in Département Meurthe-et-Moselle umbenannt wurde. 1871 wurde die Gemeinde wegen Gebietsveränderungen durch den Verlauf des Deutsch-Französischen Kriegs (1870–1871) in das neu geschaffene Reichsland Elsaß-Lothringen des Deutschen Reiches eingegliedert. Das Reichsland Elsaß-Lothringen bestand bis zum Ende des Ersten Weltkriegs (1914–1918) und wurde danach aufgelöst. Craincourt lag in jener Zeit im Département Moselle, diese Änderung wurde auch 1918 beibehalten, als Moselle wieder Frankreich zugesprochen wurde. Craincourt gehörte als französischsprachige Ortschaft zu den 247 letzten Gemeinden, deren Name im Ersten Weltkrieg am 2. September 1915 eingedeutscht wurde. Der Name wurde zu „Kranhofen“ geändert und war bis 1918 offizieller Ortsname.

### Bevölkerungsentwicklung
| Jahr      | 1962 | 1968 | 1975 | 1982 | 1990 | 1999 | 2007 | 2019 |
| Einwohner | 142  | 164  | 167  | 161  | 195  | 231  | 265  | 246  |

## Wappen
Das Wappen der Gemeinde ist silbern und zeigt zwei rote, leopardierte Löwen. Im Wappen der Familie Wauthiemont trugen die Löwen goldene Kronen.

## Sehenswürdigkeiten
Das Schloss Craincourt wurde im 15. Jahrhundert gebaut. Im Inneren befinden sich Wandmalereien aus dem 18. Jahrhundert. Das Schloss wurde 1991 in das Zusatzverzeichnis der Monuments historiques eingetragen. Es befindet sich im Privatbesitz.

## Persönlichkeiten
- Léon Nassoy (* 1873 in Craincourt; † 1937 in Sion) war ein Landschaftsmaler.[12]